# فولكر هاين
فولكر هاين (بالإنجليزية: Volker Heine)‏ هو أستاذ جامعي وفيزيائي نيوزيلندي، ولد في 19 سبتمبر 1930 في هامبورغ في ألمانيا.